# Leptotarsus subapicalis
Leptotarsus subapicalis är en tvåvingeart som först beskrevs av Alexander 1941.  Leptotarsus subapicalis ingår i släktet Leptotarsus och familjen storharkrankar. Inga underarter finns listade i Catalogue of Life.